# Cobra (mouvement)
Pour les articles homonymes, voir Cobra (homonymie) et IAE (homonymie).
Cobra (graphie CoBrA) ou l’Internationale des artistes expérimentaux (IAE) est un mouvement artistique validé à Paris en 1948 par les poètes Christian Dotremont et Joseph Noiret et par les peintres Karel Appel, Constant, Corneille et Asger Jorn en réaction à la querelle entre l'abstraction et la figuration.
Ce mouvement publie la revue Cobra (1948-1951). Il se disloque partiellement à partir de 1949 après l'exposition internationale au Stedelijk Museum Amsterdam, et définitivement sur déclaration en 1951. Ce qui ne signifie pas la fin de la production d'œuvres dans le prolongement de Cobra, qui est au contraire beaucoup plus riche et plus libre après Cobra pour la plupart des artistes que ce mouvement a dynamisés.

## L'avant-Cobra
Peu avant la fondation officielle de Cobra, ou pratiquement en même temps, le Groupe Hollandais Expérimental Experimentele Groep in Holland,, est fondé à Amsterdam en  juillet 1948 par Karel Appel, Constant, Corneille, Theo Wolvecamp et de nombreux artistes néerlandais, en révolte contre l'art culturel. Ce groupe publie en septembre-octobre 1948 la revue Reflex où déjà s'annonce le mouvement CoBrA, et qui marque la constitution du Groupe Expérimental Hollandais.

Ainsi se forment les prémices  de Cobra que les artistes du Groupe Hollandais Expérimental vont rejoindre et co-fonder. Jean-Michel Place, publie un texte de Christian Dotremont écrit le 8 novembre 1978, en introduction au livre-hommage Cobra 1948-1951 : 

« Au tout début de CoBrA, mars 1948, je peins la première peinture-mot avec Jorn. Et j'imagine Constant, fondant avec Appel et Corneille, à Amsterdam, en juillet 1948, Le Groupe Expérimental Hollandais. Et je me permets de me souvenir que j'ai vu, tout à coup, dans ces contradictions et dans ces affinités, la possibilité d'un nouveau mouvement réellement vivant international expérimental : j'ai une bonne idée, l'idée de fonder CoBrA. »

## Historique
Le nom est l'acronyme de, Copenhague, Bruxelles, Amsterdam », du nom des villes de résidence de la plupart des membres fondateurs : Christian Dotremont, Jacques Calonne, Joseph Noiret, Asger Jorn, Karel Appel, Pierre Alechinsky, Carl-Henning Pedersen, Constant, Corneille, Jan Nieuwenhuys, Pol Bury, Georges Collignon, Henry Heerup, Egill Jacobsen, Ejler Bille, Jacques Doucet et Jean-Michel Atlan.

Cobra est validé le 8 novembre 1948 par un texte  intitulé La Cause était entendue, rédigé par Christian Dotremont sur un coin de table du café Notre-Dame à Paris. Il  contient les quelques données de base qui sont celles de Cobra 

« une collaboration organique expérimentale qui évite toute théorie stérile et dogmatique...Nous avons constaté que nos façons de vivre, de travailler, de sentir étaient communes; nous nous entendons sur le plan pratique et nous refusons de nous embrigader dans une théorique artificielle. Nous travaillons ensemble et nous travaillerons ensemble. »

  Il  ne s'agit pas  de créer un groupe ou une élite exclusive, avec un programme précis, mais d'inviter à une aventure collective, projet qui ne peut se développer que si chacun porte en soi, selon Jorn, sa force de travail. Avant même cette déclaration écrite Jorn et Dotremont s'étaient déjà rencontrés  pour créer une demi douzaine de peintures-mots, des petites toiles expérimentales sur l'émergence simultanée de la peinture et de l'écriture.
Willem Sandberg alors directeur du Stedelijk Museum Amsterdam a été l'un des premiers à pressentir l'importance de Cobra. Il l'a accueilli comme un groupe dans son musée dès novembre 1949, ce qui explique le grand nombre d'œuvres Cobra que le musée conserve. On y trouve plus d'une soixantaine de tableaux de Eugène Brands de 1948 à 1951 et jusqu'en 1999 visibles sur la collection en ligne, et il a favorisé l'évolution ultérieure des artistes. Dans un bref prologue à l'exposition de 1949, il rappelle que Cobra est à la fois né de et contre un certain contexte historique : celui de l'après-guerre, ce qui donne aux œuvres une valeur de témoignage.
L'architecte néerlandais Aldo van Eyck fut un des scénographes des expositions du groupe.
Le mouvement commence à se disloquer dès la première « grande exposition internationale d'art expérimental » en 1949 au Stedelijk Museum Amsterdam , qu'une partie de la presse a qualifié de scandale .

## Art et politique
« Ils [les artistes] vont chercher leurs modèles auprès de formes artistiques non encore contaminées par les normes et les conventions de l'Occident : les totems et les signes magiques des cultures primitives, la calligraphie orientale, l'art préhistorique et médiéval. Cependant ils découvrent des pans encore intacts de leur propre culture, dont telles formes, encore vigoureuses, de l'art populaire nordique, de l'art primitif, de l'art naïf, et des créations dues aux enfants ou aux handicapés mentaux. »
Cobra est plus un groupe qu'un mouvement, des artistes qui souhaitent travailler collectivement comme le définissent Christian Dotremont d'une part, et Constant dans le manifeste qu'il publie en octobre-novembre 1948 dans la revue Reflex : l’art doit être pratiqué par tout le monde, et pas seulement par des artistes reconnus.
Dans le premier numéro de Reflex, le manifeste de Constant est publié en réponse à l'appel lancé par Jorn dans Helhesten. Appel à une révolution dans l'art, au travail collectif des artistes, à la libération de l'art, à la non-conformité. Constant annonce la fin de la culture individualiste liée à la société bourgeoise, et pose comme conséquence la nécessité de découvrir de nouvelles lois pour une nouvelle esthétique qui sera celle de l'art Populaire

Selon Constant, dont les idées seront reprises dans les bases de Cobra, 

« la seule solution consiste à jeter par-dessus bord tout le patrimoine culturel : celui du négativisme moderniste aussi bien que celui du surréalisme, de l'existentialisme et de tous les autres « ismes » anachronique. Au cours de ce processus de libération, ils [les artistes] ont compris que la culture, par sa nature même ne rend pas possible l'expression artistique, mais au contraire la rend impossible. »

Cobra est hostile à André Breton. Par la voix d'Asger Jorn et de son Discours aux pingouins qui résume les objectifs de Cobra : « Le but de l'art est avant tout moral et subséquemment esthétique. » Jorn s'en prend à l'automatisme psychique pur prôné par André Breton. 

« Notre expérimentation cherche à nous laisser s'exprimer la pensée spontanément, hors de tout contrôle exercé par la raison. Par le moyen de cette spontanéité irrationnelle, nous atteignons la source vitale de l'être. Notre but est d'échapper au règne de la raison, qui n'a été, qui n'est encore autre chose que le règne idéalisé de la bourgeoisie, pour aboutir au règne de la vie. Mais contrairement à Breton, nous pensons que derrière les fausses conceptions morales, ou esthétiques, métaphysiques qui ne correspondent pas aux intérêts vitaux de l'homme, existent la vraie morale et la vraie esthétique matérialiste. L'une est l'instinct de nos besoins, l'autre l'expression de nos désirs sensoriels. »

Les artistes préconisent la spontanéité dans l'art. Cobra se caractérise par une effervescence de l'activité  créatrice, par un intérêt pour les arts primitifs (art viking, calligraphie orientale, expressionnisme, art préhistorique, art médiéval), naïfs et populaires notamment les créations d’enfants ou des handicapés mentaux, rejoignant ainsi la dynamique de l'art brut qui apparait clairement dans le numéro 6 de la revue Cobra où sont publiées des lettres de Jean Dubuffet et Gaston Chaissac, et dont le thème central est : l'art populaire.
Certains artistes de Cobra viennent du surréalisme révolutionnaire comme l'indique le sous-titre du numéro 1 de la revue Cobra de mars 1949 porte le sous-titre « Bulletin pour la coordination des investigations artistiques » et « Lien souple des groupes expérimentaux danois (Høst), belge (surréalisme-révolutionnaire), hollandais Reflex », car c'est bien de la fusion de ces trois groupes que naîtra Cobra. Ceux-là  vont finir par rompre avec les communistes et le réalisme socialiste.
Car Cobra est aussi un mouvement politisé, du moins par certains de ses membres. Les plus actifs étant la fraction belge dont Christian Dotremont fait partie. C'est lui-même qui s'emploie à « dépolitiser » l'Internationale des Artistes Expérimentaux. Il « traite la question du réalisme socialiste, qui recouvre celle des rapports de l'art expérimental et du surréalisme révolutionnaire avec le marxisme tel qu'il est pratiqué par le parti communiste, dans un pamphlet intitulé Le Réalisme-socialiste contre la Révolution. Le texte est publié à l'enseigne de Cobra vers le milieu des années 1950. » Ce pamphlet marque la rupture définitive de Dotremont avec les organisations communistes. Il dit devenir de plus en plus anti-politique, et dans le même temps, il écrit à Alechinsky, qui a été attaqué personnellement par Les Lettres françaises : « Quoique je reste très soucieux de politique, évidemment »

## La revue Cobra
Cobra publie régulièrement en s'appuyant à chaque fois sur une manifestation concrète, une revue intitulée Cobra dont le sous titre varie selon les numéros. Le premier est sous-titré BULLETIN POUR LA COORDINATION ES INVESTIGATIONS ARTISTIQUES, LIEN SOUPLE DES GROUPES EXPÉRIMENTAUX DANOIS (HOST), BELGES (SURRÉALISTES RÉVOLUTIONNAIRES), HOLLANDAIS (REFLEX)
Le premier numéro est publié à Copenhague après l'exposition Høst à laquelle participe le Experimentale Goep in Holland Son rédacteur en chef est le danois  Robert Dahlmann-Olsen. Elle comporte
une lithographie collective de Egill Jacobsen, Asger Jorn et Carl Henning Pedersen, des lithographies en couleurs de Bille, Jacobsen, Jorn, Pedersen,
Le Discours aux pingouins de Jorn qui résume les objectifs de Cobra : « Le but de l'art est avant tout moral et subséquemment esthétique »

## Fin de Cobra et l'Après Cobra
À la fin de l'année 1950, Paris devient la « ville Cobra », bien qu'au début, « les artistes rencontrent l'incompréhension de la critique et du public. Il est vrai qu'en 1950, Dubuffet était encore considéré comme un fumiste. »  Les « Cobra Hollandais » Appel, Constant (qui ont reçu une bourse de séjour et une aide financière personnelle de Sandberg), s'y installent ainsi que Corneille qui, curieusement, n'a pas reçu de bourse. Appel et Corneille logent d'abord dans la petite « maison des artistes danois de Suresnes » avant de refaire entièrement l'entrepôt de la Halle aux cuirs, rue Santeuil. Karel Appel rapporte que ces travaux « leur ont coûté les yeux de la tête. » Cet endroit, interdit à l'habitation avait déjà abrité dans son grenier Dalí et Buñuel. Appel et Corneille y peignent et font la fête. Constant, à qui la précarité des conditions de vie rue Santeuil paraît insupportable, s'installe sous les toits Rue Jean-Baptiste-Pigalle. À l'automne 1950, Jorn vient se réfugier à Bruxelles aux Ateliers du marais, maison communautaire fondée par Pierre Alechinsky, puis à la maison des artistes danois de Suresnes, dans le plus grand dénuement.
Dès le début 1951, grâce aux soutiens actifs de Michel Ragon et Charles Estienne les Cobra exposent à la Librairie 73. « En fait le delta Cobra s'est bien modifié : Paris en quelque sorte remplace Amsterdam. Et si le point d'ancrage des expositions collectives reste à Bruxelles grâce à Alechinsky, Copenhague où Dotremont passe son temps, devient un point d'enlisement . »
Le 1er mars 1951, l'exposition Librairie 73 présente Stephen Gilbert, Alechinsky, Pol Bury, Hugo Claus, Collignon, Egill Jacobsen Asger Jorn Atlan, Doucet, Appel, Corneille, Österlin, Tajiri, Van Lint (avec un squatter : Georges Mathieu). Cette époque est aussi celle des querelles : Jorn et Constant ne veulent plus collaborer avec Dotremont, qui pourtant croit  pouvoir publier un nouveau numéro de la revue Cobra à Copenhague grâce au concours du jeune poète Uffe Harer. Ce devait être le numéro 8/9 bilingue danois français, il restera à l'état d'épreuve.
« À la fin de Cobra, en novembre 1951, après la publication du numéro 10 de la revue, Cobra n'était pas vraiment mort. De cet îlot de rêve que fut cobra pendant un an et demi (en fait de 1948 à 1949), vinrent au monde une infinité d'êtres mythiques (jeux d'enfants élémentaires, imagerie simple de l'art populaire) qui n'allaient pas tarder à sombrer dans le gouffre violent et dramatique de la peinture matérique [...] Mais Cobra n'était pas vraiment mort [...] La renommée acquise par ses membres fit que le monde entier porta intérêt à Cobra. »
Pour beaucoup de peintres du mouvement comme Alechinsky « Cobra s'est totalement et tardivement passé après Cobra. »
Dans les années 1960, Cobra et son cri sur un retour au naturel et à la spontanéité a ensuite été poursuivi d'autres mouvements, favorables à un retour au naturel, des Provos d'Amsterdam sur lesquels Constant eu a eu une importance considérable.
Le cri de liberté de Jorn a inspiré aussi les hippies en passant pas le Flower Power.
L'importance donnée par la presse aux expositions de Karel Appel est  comme un hommage renouvelé à Cobra. Appel en 2017 au Musée d'art moderne de la ville de Paris,,, alors que le même peintre a déjà fait l'objet d'une exposition-rétrospective au Centre Pompidou 21 octobre 2015 - 11 janvier 2016.

## Principaux artistes

### En Belgique
- Christian Dotremont
- Pierre Alechinsky
- Maurice Wyckaert
- Reinhoud d'Haese
- Serge Vandercam
- Raoul Ubac
- Pol Bury
- Jacques Calonne (aussi musicien)
- Hugo Claus (aussi écrivain)

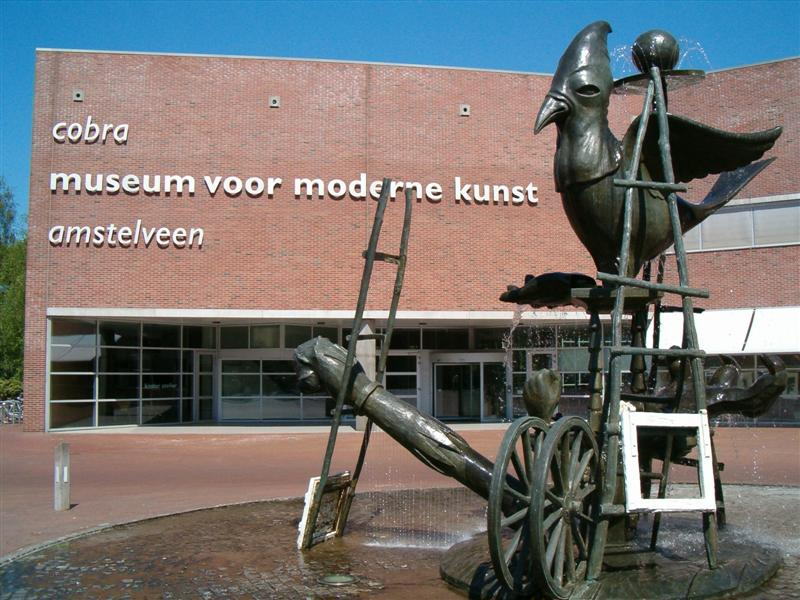
Le Cobra Museum pour l'art moderne à Amstelveen.

- Jean Raine (aussi écrivain, poète, cinéaste)
- Marcel Havrenne
- Joseph Noiret
- Georges Collignon
- Bernard Desfrere

### Au Danemark
Bien que les origines stylistiques de Cobra soient en majorité danoises , seuls Jorn, Pedersen, et dans une moindre mesure, Balle, sortiront de l'habituel repli des artistes danois dans leurs pays. Le plus actif étant Jorn, travaillant sur tous les fronts, jusqu'à  son adhésion à l'Internationale situationniste et à la fondation, en 1962  de l'Institut scandinave de vandalisme comparé
- Asger Jorn
- Henry Heerup
- Carl-Henning Pedersen
- Ejler Bille
- Egill Jacobsen
- Robert Jacobsen
- Else Alfelt
- Sonja Ferlov
- Erik Thommesen
- Erik Ortvad
- Mogens Balle
- Jørgen Nash

### Aux Pays-Bas
C'est sans doute dans ce pays que Cobra eut la plus grande importance : le mouvement expérimentaliste représentait une véritable révolution.
C'est aussi dans ce pays qu'il a été le plus rapidement accueilli dans les lieux publics, malgré les premières années difficiles. Karel Appel rapporte que, devant la fresque Enfants interrogateurs qu'il avait peinte pour la cantine de l'hôtel de ville d'Amsterdam 

« Très souvent des gens s'exclament en voyant mes œuvres : regardez moi ça! Ma petite fille de trois ans peut faire la même chose. - À ça je réponds : oui, c'est vrai, mais la différence est que je le fais tandis qu'elle ne le fait pas. »

En France la critique, en particulier Michel Ragon et Édouard Jaguer lui ont été favorables
- Karel Appel
- Guillaume Corneille (Cornelis Van Beverloo, d'origine belge)
- Lucebert (Lubertus Jacobus Swanswijck)
- Constant (Constant Nieuwenhuis)
- Jan Nieuwenhuys
- Anton Rooskens
- Theo Wolvecamp
- Eugène Brands
- Jan Elburg
- Gerrit Kouwenaar
- Lotti Van Der Gaag
- Shinkichi Tajiri
- Jan Cox

### En France
- Jacques Doucet
- Jean-Michel Atlan
- Ernest Mancoba

### En Allemagne
- Karl Otto Götz

### En Suède
- Bengt Lindström

### Artistes britanniques
- Stephen Gilbert

## Œuvres par artistes
« Un tableau n'est plus une construction de couleurs et de traits, mais un animal, une nuit, un cri, un être humain, il forme un tout indivisible. »

— signé Karel Appel.
Cobra s'est poursuivi longtemps après Cobra selon Jean Raine,. Notamment pour des artistes comme Pierre Alechinsky : Cobra s'est totalement passé après Cobra, sa première exposition parisienne a eu lieu à la galerie du Ranelagh en 1964. C'est également le cas de Mogens Balle. Au cours des années suivantes, le langage des artistes Cobra, reconnus comme les initiateurs d'une mythologie figurative, se répandit comme une trainée de poudre dans le monde entier.
Concernant Cobra, une liste d'œuvres par artiste n'est pas toujours pertinente, puisque le mouvement a vu naître quantité d'œuvres collectives.
Les listes sont à compléter

### Pierre Alechinsky
- Musées royaux des beaux-arts de Belgique, plus de 200 œuvres : lithographies, cires sur papier, acryliques sur papier, aquarelles depuis 1950[41]
- Centre Pompidou : Plus de 150 œuvres de 1948 à 2004 et au-delà : eaux-fortes, affiches, lithographies, encre de Chine

Faire défiler en cliquant sur « voir plus »
- Œuvre collective 1950 avec Luc Zangrie, Asger Jorn[43]
- La Traversée du miroir  1951 Stedelijk Museum Amsterdam[44]
- Musée d'art moderne de la ville de Paris 13 ensembles de gravures (1948) dont Le Curé, Le Bûcheron, Le Coiffeur et 1950 Politique internationale, Le Complexe du Sphinx[45]
- Musée Cobra : Remuement dans l'eau, acrylique su papier, 1985 200 × 200[46]

### Jean-Michel Atlan
- Musée d'art moderne de la ville de Paris Royauté d'avalanche 1946,  Composition 1955, Cambodge 1958[47]

### Karel Appel
- Musées royaux des beaux-arts de Belgique 3 peintures dont : Nu couché, 1957[48], Gouache 1952[49].
- Vragende Kinderen (enfants quémandant) 1948, objets trouvés, gouache sur bois Centre Pompidou[50].
- Vragende Kinderen, 1949, Stedelijk Museum Amsterdam[51].
- Vragende Kinderen 1949, Tate Modern Londres[52].
- Enfants quémandant 1949[53].
- L'œuvre de Appel au Centre Pompidou : une trentaine (cliquer deux fois sur voir plus)[54].
- au Stedelijk Museum Amsterdam : 34 peintures[55], 33 sculptures[56], 22 dessins[57], 35 œuvres graphiques et collectives[58].
- au Cobra Museum Karel Appel Untitled (Zonder titel) 1967, illustration pour l'atelier Cobra qui se tient jusqu'au 3 septembre 2017[59].
- Karel Appel, Gamine, 1952, huile sur toile, 100 × 50 cm[60].
- Museum of Modern Art  Enfant avec oiseaux (Childs with birds) 1950[61].

### Eljer Bille
33 œuvres : peintures, dessins, sculptures au Statens Museum for Kunst de Copenhague :
- faire défiler les pages de 1 à 3[62]

### Constant
- Stedelijk Museum Amsterdam : 24 peintures de 1945 à 1992[63], 26 dessins de 1948 à 1973[64], 4 sculptures de 1955 à 1960[65].
- L'Animal sorcier  huile sur toile 1949 110 × 85, Centre Pompidou[66].
- La Guerre, huile sur toile, 99,5 × 60. Staatliche Museen zu Berlin. cité dans la liste intégrale des œuvres de Constant à la Fondation Constant[67].
- Le  Spatiovore sculpture, 1959, Centre Pompidou[68].
- Musée Cobra Eivormige constructie (construction en forme d'œuf) 1957[69].
- Musée Boijmans Van Beuningen 33 œuvres[70].

### Corneille
- Centre Pompidou : Visage de la terre (pour Jorn) 1976, lithographie, Le Soleil au plumage multicolore 1962 peinture[71]
- Stedelijk museum : 19 peintures[72] dont Triangles en action 1947[73], Jeux d'enfants 1948
- Musées royaux des baux-arts de Belgique Une aube nouvelle pleine d'oiseaux 1964[74]

### Jacques Doucet
- L'Oiseau sur la ville, huile sur toile, 46 × 55 cm[75].

### Anders Österlin
- Rouge imaginaire, 1952, toile non localisée, présentée dans Libération lors de l'exposition à Bruxelles pour fêter les 60 ans de Cobra[76].

### Carl-Henning Pedersen
- Paysage étoilé, 1951, aquarelle sur papier[77],[78].

### Asger Jorn
La Ville dévastée, 1952 huile sur panneau 160 × 128 cm.

#### Partie à référencer et à compléter
- - Christian Dotremont et Jean-Michel Atlan, Les Transformes, huile sur toile
- 1958
  - Christian Dotremont et Karel Appel, Hors blanc, lithographie couleur
  - Christian Dotremont et Serge Vandercam, Enfange, cristal de boue, sculpture
- 1961
  - Christian Dotremont et Asger Jorn, La Chevelure des choses, dessins-mots
- 1962
  - Christian Dotremont et Mogens Balle, Dessins-mots
  - Christian Dotremont et Hugo Claus, Il s'en est fallu d'un cheveu, encre de Chine sur aquarelle
- 1965
  - Christian Dotremont et Pierre Alechinsky, Un homme devint fou, lithographie
- 1971
  - Christian Dotremont et Reinhoud, Avenue des nervures, dessin-mot